# Umeå IK damfotboll
Umeå IK damfotboll ist die Frauenfußballabteilung des Sportklubs Umeå IK aus dem schwedischen Umeå. Sie spielte 2021 in der zweithöchsten Spielklasse Elitettan und erreichte den sofortigen Wiederaufstieg.

## Übersicht
- Vereinsgründung: 20. Juli 1917
- Gründung der Frauenfußballabteilung: 9. September 1984
- schwedische Meisterschaften: 7 (2000, 2001, 2002, 2005, 2006, 2007, 2008)
- Pokalsiege: 3 (2001, 2002, 2003)
- Spielzeiten in der höchsten Spielklasse: 10
- Platz in der ewigen Tabelle der Damallsvenskan: 5.
- Platz in der ewigen Tabelle der höchsten Spielklasse: 11.
- Siege des UEFA Women’s Cup: 2 (2003, 2004)
- Heimstadion: T3 Arena
- Fanclub: UIK Fans
- Spielkleidung: Schwarze Trikots, schwarze Hosen und schwarze Strümpfe

## Geschichte

### 1980er Jahre
Umeå IK hatte schon 1982–1983 eine Damenmannschaft in der Juniorserie, bis am 9. September 1984 beschlossen wurde, eine Damenmannschaft zu bilden. Die Spielerinnen kamen aus dem Klub und zum ersten Trainer wurde Roland Arnqvist (heute Chef der Fußballabteilung). Sein Ligadebüt gab das Team im Spieljahr in der Division 4, wo der dritte Platz erreicht wurde. Im Jahr darauf wurden sie Meister und stiegen in die Division 3 auf. Der Aufstieg ging weiter mit einem dritten Platz im Jahr 1987 und der Meisterschaft im Jahr darauf. 1989 erreichten sie den 8. Platz in der Division 2.

### 1990er Jahre
Anfang der 1990er gab es einen kleinen Einbruch, als UIK nur den 11. Platz erreichte und deswegen in die Division 3 abstieg. Allerdings gelang der direkte Wiederaufstieg in die Division 2, wo man in der Saison 1992 erneut spielte.
Es gelang sogar der Durchmarsch, und 1993 spielten sie zum ersten Mal in der Division 1, wo sie mit einem 8. Platz abschlossen. Die Erfolge gingen weiter: 1994 erreichten sie den dritten Platz, und im Jahr darauf wiederum die Ligameisterschaft, wodurch sie in der höchsten schwedischen Spielklasse, der Damallsvenskan, angekommen waren. Allerdings gelang der Klassenerhalt nicht: sie erreichten 1996 nur einen 10. Platz und stiegen in die Division 1 ab. Dieser Knick war aber nur von kurzer Dauer, denn der UIK gewann 1997 die Division 1 überlegen mit 30 Toren mehr als der Zweitplatzierte.
Im Jahr zuvor war Susanne Granberg als Marketingchefin des Klubs angestellt worden. Durch intensive Arbeit an der Anwerbung von Sponsoren bildete man eine wirtschaftliche Grundlage für den Spitzenfußball.
1998 war der UIK zurück in der Damallsvenskan, und dieses Mal lief es besser für das Team, so dass es einen 7. Platz erreichen konnte. In diesem Jahr wurde Hanna Ljungberg von Sunnanå SK angeworben. Der UIK war nun etabliert in der Damallsvenskan und stellte vor der Saison 1999 Richard Holmlund als Trainer an. Unter seiner Leitung wurde das Training intensiviert, und das Team wurde hierdurch zu einer Topmannschaft, was in einem zweiten Platz resultierte. Die Damallsvenskan wurde zu der Zeit durch Abschlussspiele entschieden, wo der UIK im Halbfinale gegen Malmö FF verlor.

### Ab 2000
Im Jahr 2000 entthronte der UIK den vorherigen Meister Älvsjö AIK und gewann seine erste schwedische Meisterschaft. Die Stars der Mannschaft waren Emma Lindqvist, Therese Kapstad, Tina Nordlund, Hanna Ljungberg und Malin Moström.
2001 wurden sie zum zweiten Mal Meister und mit dem Sieg beim schwedischen Pokal gelang sogar ein Double. Hanna Ljungberg war in bester Form und schoss 26 Tore. Mit der Meisterschaft qualifizierte man sich auch für den neuen UEFA Women’s Cup.
2002 wurden sie erneut Meister. Hanna Ljungberg schoss 39 Tore, was in der Damallsvenskan ein Rekord ist. Der UIK war erfolgreich beim ersten UEFA Women’s Cup und kam bis ins Finale, wo er allerdings gegen den 1. FFC Frankfurt verlor, weil die Mannschaft unter Verletzungspech litt und Hanna Ljungberg wegen zweier gelber Karten in den vorigen Spielen gesperrt war. Allerdings gelang mit dem Gewinn des schwedischen Pokals erneut ein Double. In diesem Jahr wurden auch die finnischen Nationalspielerinnen Sanna Valkonen und Laura Kalmari angeworben.
2003 begann gut für den UIK mit dem Sieg im UEFA Cup, wo er im Finale den dänischen Verein Fortuna Hjørring bezwang. Im Herbst verlor er aber durch eine Auswärtsniederlage gegen Sunnanå SK den Endspurt in der Liga und konnte nicht erneut Meister werden. Das neugebildete Team Djurgårdens IF/Älvsjö gewann so die Meisterschaft. Allerdings wurde der UIK erneut Pokalsieger. Im Herbst konnte man die brasilianische Spielerin Marta anwerben.
2004 begann gut, als man den 1. FFC Frankfurt besiegte und erneut den UEFA Cup holte. Alles schien auf einen neuen Meistertitel zu deuten, aber nach einer Formschwäche im Herbst gingen sowohl Meisterschaft als auch Pokal an Djurgården/Älvsjö. Gegen dieses Team schied man auch im Viertelfinale des UEFA Cups aus. Der UIK war in den Medien sehr präsent, und es gelang, Marta als den neuen Star der Mannschaft zu halten. Laura Kalmari verließ den Verein und wechselte u. a. aus privaten Gründen zu Djurgården/Älvsjö.
2005 wurde ein Siegeszug für den UIK – in der Damallsvenskan blieb er unbesiegt. Neu im Team waren Elaine (Brasilien), Anne Mäkinen (Finnland) und Karolina Westberg aus Malmö. Man gewann so die Meisterschaft und hiermit die UEFA-Cup-Qualifikation, aber der schwedische Pokal ging erneut an Djurgården/Älvsjö.
2006 blieb der UIK in der schwedischen Liga erneut unbesiegt bei 21 Siegen und einem Unentschieden. Umeå wurde abermals schwedischer Meister mit 21 Punkten Vorsprung vor Djurgården/Älvsjö. Zu den Neuzugängen gehörten die Norwegerinnen June Pedersen und Lise Klaveness
Der Umeå IK ist seit dem Wechsel von Marta nach Schweden der Publikumsmagnet der Damallsvenskan, wobei der Club auswärts noch mehr Zuschauer anlockt als im heimischen Stadion Gammliavallen. 2006 gingen die Zuschauerzahlen jedoch dramatisch zurück, was teils auf die Fußball-WM der Männer in Deutschland zurückgeführt wurde, aber auch auf die Terminplanung in der Saison 2006, die viele Spielpausen mit sich brachte.
Der UIK konnte 2008 das UEFA-Cup Finale gegen den 1. FFC Frankfurt erreichen. Das Hinspiel in Schweden endete 1:1, im Rückspiel musste sich die Mannschaft jedoch mit 2:3 geschlagen geben.
In der Saison 2016 belegte der UIK den vorletzten Platz in der Tabelle und stieg in die zweithöchste Liga Eliettan ab. Nach drei Jahren reichte es für den Wiederaufstieg, wonach sich das Schicksal des Abstiegs wiederholte. Allerdings gelang 2021 die sofortige Rückkehr.

## Statistik (1998–...)
| Saisons | Div. | Līga           | Platz | web           |
| ------- | ---- | -------------- | ----- | ------------- |
| 1998    | 1.   | Damallsvenskan | 6.    | [ 2 ]         |
| 1999    | 1.   | Damallsvenskan | 2.    | [ 3 ]         |
| 2000    | 1.   | Damallsvenskan | 1.    | [ 4 ]         |
| 2001    | 1.   | Damallsvenskan | 1.    | [ 5 ]         |
| 2002    | 1.   | Damallsvenskan | 1.    | [ 6 ]         |
| 2003    | 1.   | Damallsvenskan | 2.    | [ 7 ]         |
| 2004    | 1.   | Damallsvenskan | 2.    | [ 8 ]         |
| 2005    | 1.   | Damallsvenskan | 1.    | [ 9 ]         |
| 2006    | 1.   | Damallsvenskan | 1.    | [ 10 ]        |
| 2007    | 1.   | Damallsvenskan | 1.    | [ 11 ]        |
| 2008    | 1.   | Damallsvenskan | 1.    | [ 12 ]        |
| 2009    | 1.   | Damallsvenskan | 2.    | [ 13 ]        |
| 2010    | 1.   | Damallsvenskan | 7.    | [ 14 ]        |
| 2011    | 1.   | Damallsvenskan | 3.    | [ 15 ]        |
| 2012    | 1.   | Damallsvenskan | 7.    | [ 16 ]        |
| 2013    | 1.   | Damallsvenskan | 5.    | [ 17 ]        |
| 2014    | 1.   | Damallsvenskan | 6.    | [ 18 ]        |
| 2015    | 1.   | Damallsvenskan | 8.    | [ 19 ]        |
| 2016    | 1.   | Damallsvenskan | 11.   | [ 20 ]        |
| 2017    | 2.   | Elitettan      | 6.    | [ 21 ]        |
| 2018    | 2.   | Elitettan      | 10.   | [ 22 ]        |
| 2019    | 2.   | Elitettan      | 1.    | [ 23 ] [ 24 ] |
| 2020    | 1.   | Damallsvenskan | 11.   | [ 25 ]        |
| 2021    | 2.   | Elitettan      | 1.    | [ 26 ]        |
| 2022    | 1.   | Damallsvenskan | 13.   | [ 27 ]        |
| 2023    | 2.   | Elitettan      | 6.    |               |

## Bekannte Spielerinnen
- Lisa Dahlkvist
- Sofia Jakobsson
- Hanna Ljungberg
- Hanna Marklund
- Marta
- Malin Moström
- Tina Nordlund
- Frida Östberg
- Anna Sjöström